# Junceella
Junceella is een geslacht van neteldieren uit de klasse van de Anthozoa (bloemdieren).

## Soorten
- Junceella antillarum Toeplitz, 1919
- Junceella delicata Grasshoff, 1999
- Junceella eunicelloides Grasshoff, 1999
- Junceella fragilis (Ridley, 1884)
- Junceella funiculina Duchassaing & Michelotti, 1864
- Junceella juncea (Pallas, 1766)
- Junceella spiralis Hickson, 1904
- Junceella surculus Valenciennes, 1855
- Junceella vetusta (Kölliker, 1865)